# 陳姸霏
陳姸霏（2000年8月9日—），是一位台灣女演員，於2020年憑主演電影《無聲》而贏得第57屆金馬獎最佳新演員和第23屆台北電影獎最佳新演員。

## 生平
陳姸霏於2000年8月9日在台灣出生。陳自幼學習現代舞，曾立志成為舞蹈老師，直至高中就讀於華岡藝術學校，在選讀戲劇科後開始對演戲產生興趣，並在國三時首次參與拍攝。陳畢業後升讀中國文化大學，主修廣告設計，但於2020年就讀大一時因通過電影《無聲》的試鏡而決定休學，並成為全職演員。
2020年，陳姸霏於電影《無聲》中主演被性侵的聾啞女孩姚貝貝，並憑該角色贏得第57屆金馬獎最佳新演員和第23屆台北電影獎最佳新演員。陳亦在同年主演電影《孤味》，並在翌年首度主演電視劇，於《池塘怪談》中飾演女主角阿妮，又在同年的2021年高雄電影節開幕片《我在隔離中》飾演女主角美嘉。2022年，陳於電視劇《良辰吉時》中飾演常設角色文文，並憑該角色獲得第四屆亞洲內容獎最佳新人和最佳女配角提名。2023年，陳與謝盈萱、黃健瑋、王淨和戴立忍共同主演Netflix政治驚慄劇集《人選之人-造浪者》，並憑該作獲得第五屆亞洲內容大獎&全球OTT大獎年度新星獎和最佳女配角提名。

## 作品列表

### 電影
| 年份 | 標題                    | 角色           | 備註         |
| ---- | ----------------------- | -------------- | ------------ |
| 2017 | 朵朵嫣紅                |                | 客串；微電影 |
| 2020 | 無聲                    | 姚貝貝         | 主演         |
| 2020 | 孤味                    | 楊奕澄         | 主演         |
| 2021 | 我在隔離中              | 美嘉           | 主演；微電影 |
| 2024 | 青春18×2 通往有你的旅程 | 小婷           | 客串         |
| 2025 | 夜校女生                | 彭芸愛（小愛） | 主演         |

### 電視劇
| 年份 | 標題            | 角色   | 備註 |
| ---- | --------------- | ------ | ---- |
| 2016 | 滾石愛情故事    | 歡歡   | 客串 |
| 2021 | 池塘怪談        | 阿妮   | 主演 |
| 2021 | 逆局            | 曹晴   | 客串 |
| 2021 | 2049—刺蝟法則   | 古貝貝 | 常設 |
| 2022 | 良辰吉時        | 文文   | 常設 |
| 2023 | 人選之人-造浪者 | 趙蓉之 | 主演 |
| 2024 | 誰是被害者2     | 蕭家穎 | 主演 |
| 2025 | 人生只租不賣    | 待公布 | 主演 |
| 2026 | 凶宅專賣店      | 待公布 | 主演 |
| 未定 | 乩身            | 葉芝苓 | 主演 |
| 未定 | 百萬人推理      | 待公布 | 主演 |
| 未定 | 聰明鎮          | 待公布 | 主演 |

### 音樂錄影帶
| 年份 | 歌手               | 歌名         | 備註   |
| ---- | ------------------ | ------------ | ------ |
| 2019 | 梁文音             | 《初戀》     | [ 1 ]  |
| 2020 | 林京燁 feat.黃子佼 | 《當你麋鹿》 | [ 24 ] |
| 2021 | 魚丁糸             | 《蜂蜜人蔘》 | [ 25 ] |
| 2023 | 李浩瑋             | 《真心話》   | [ 26 ] |

## 獎項與提名
| 年份   | 獎項                          | 類別         | 作品                | 結果 | 參     |
| ------ | ----------------------------- | ------------ | ------------------- | ---- | ------ |
| 2020年 | 第57屆金馬獎                  | 最佳新演員   | 《無聲》            | 獲獎 | [ 27 ] |
| 2021年 | 第2屆台灣影評人協會獎         | 最佳女演員   | 《無聲》            | 提名 | [ 28 ] |
| 2021年 | 第12屆青年電影手冊年度盛典    | 年度新演員   | 《無聲》            | 獲獎 | [ 29 ] |
| 2021年 | 第12屆青年電影手冊年度盛典    | 年度女演員   | 《無聲》            | 提名 | [ 29 ] |
| 2021年 | 第15屆亞洲電影大獎            | 最佳新演員   | 《無聲》            | 提名 | [ 30 ] |
| 2021年 | 第23屆台北電影獎              | 最佳新演員   | 《無聲》            | 獲獎 | [ 6 ]  |
| 2022年 | 第4屆亞洲內容獎               | 新人－女演員 | 《良辰吉時》        | 提名 | [ 10 ] |
| 2022年 | 第4屆亞洲內容獎               | 最佳女配角   | 《良辰吉時》        | 提名 | [ 10 ] |
| 2023年 | 第5屆亞洲內容大獎&全球OTT大獎 | 最佳女配角   | 《人選之人-造浪者》 | 提名 | [ 13 ] |
| 2023年 | 第5屆亞洲內容大獎&全球OTT大獎 | 年度新星獎   | 《人選之人-造浪者》 | 獲獎 | [ 12 ] |
| 2025年 | 第19屆芝加哥亞洲躍動影展      | 閃耀明星獎   | 《夜校女生》        | 獲獎 | [ 31 ] |

## 外部連結
- 陳姸霏在互联网电影资料库（IMDb）上的資料（英文）
- 陳姸霏的Facebook專頁
- 陳姸霏的Instagram帳戶
- 陳姸霏在台灣電影網上的資料（繁體中文）